# ناحیه کرک
ناحیه کرک (به انگلیسی: Karak District) یک ناحیه در پاکستان است که در خیبر پختونخوا واقع شده‌است. ناحیه کرک ۳٬۳۷۲ کیلومتر مربع مساحت و ۷۰۶٬۲۹۹ نفر جمعیت دارد.